# Шалман, Давид
Давид Шалман (фр. David Chalmin) — французский композитор, продюсер, звукорежиссёр и музыкант. Является участником трио Triple Sun.
Сотрудничает с другими музыкантами жанров от классической музыки до экспериментального рока: Катя и Мариэль Лабек, Том Йорк, The National (группа), Мадонна, Руфус Уэйнрайт, Мэтт Эллиотт, Kalakan, Шеннон Райт и др.
Его работы в качестве композитора исполнялись в таких местах, как Лос-Анджелесский филармонический Дисней-Холл,  Парижская филармония, Салле Плейель, Королевская площадь Лондона, и Королевская музыкальная консерватория Торонто.
Давид Шалман руководит двумя студиями звукозаписи: Studio K Paris и Studio LFO в Стране Басков.

## Дискография
- 2006 : Red Velvet (KML Recordings)
- 2007 : Dimension X (with Massimo Pupillo ZU, and Chris Corsano) (KML Recordings)
- 2008 : B For Bang - Across The Universe of Languages (KML Recordings)
- 2011 : B For Bang - Rewires The Beatles (KML Recordings)
- 2013 : Minimalist Dream House (KML Recordings)
- 2014 : UBUNOIR (Debout!)
- 2016 : Triple Sun - The City Lies In Ruins (Consouling Sounds)
- 2017 : Katia & Marielle Labèque - Love Stories (KML Recordings/Deutsche Grammophon)
- 2018 : Moondog (KML Recordings/Deutsche Grammophon)
- 2019 : David Chalmin - La Terre Invisible (Ici d'Ailleurs)

## Продюсирование

### Катя и Мариэль Лабеке
- 2009 : Erik Satie
- 2009 : Shape Of My heart (feat. Sting)
- 2010 : The New CD box
- 2011 : Gershwin-Bernstein, Rhapsody in Blue - West Side Story
- 2011 : Nazareno
- 2013 : Minimalist Dream House
- 2015 : Sisters
- 2016 : Invocations
- 2018 : El Chan

### Мэтт Эллиотт[англ.]
- 2013 : Only Myocardial Infarction Can Break Your Heart (Ici d'ailleurs...)
- 2016 : The Calm Before (Ici d'ailleurs...)

### Другие
- 2010 : Kalakan - Kalakan
- 2011 : Nadéah - Venus Gets Even
- 2015 : Angélique Ionatos - Reste la lumière
- 2015 : Gaspar Claus & Pedro Soler
- 2016 : Shannon Wright - Division
- 2017 : Zu - Jhator (orchestra recording)
- 2017 : The National - Sleep Well Beast (orchestra recording)